# Pflatsch

Pflatsch vérnarancs színben

Pflatsch a beceneve a logónak, melyet az Osztrák Szövetségi Vasutak (ÖBB) használt 1974 és 2004 között. Ez a logó váltotta fel az ÖBB korábbi szárnyaskerekét, és később ennek a helyét váltotta fel a ma is használatos szöveges logó.

## Története

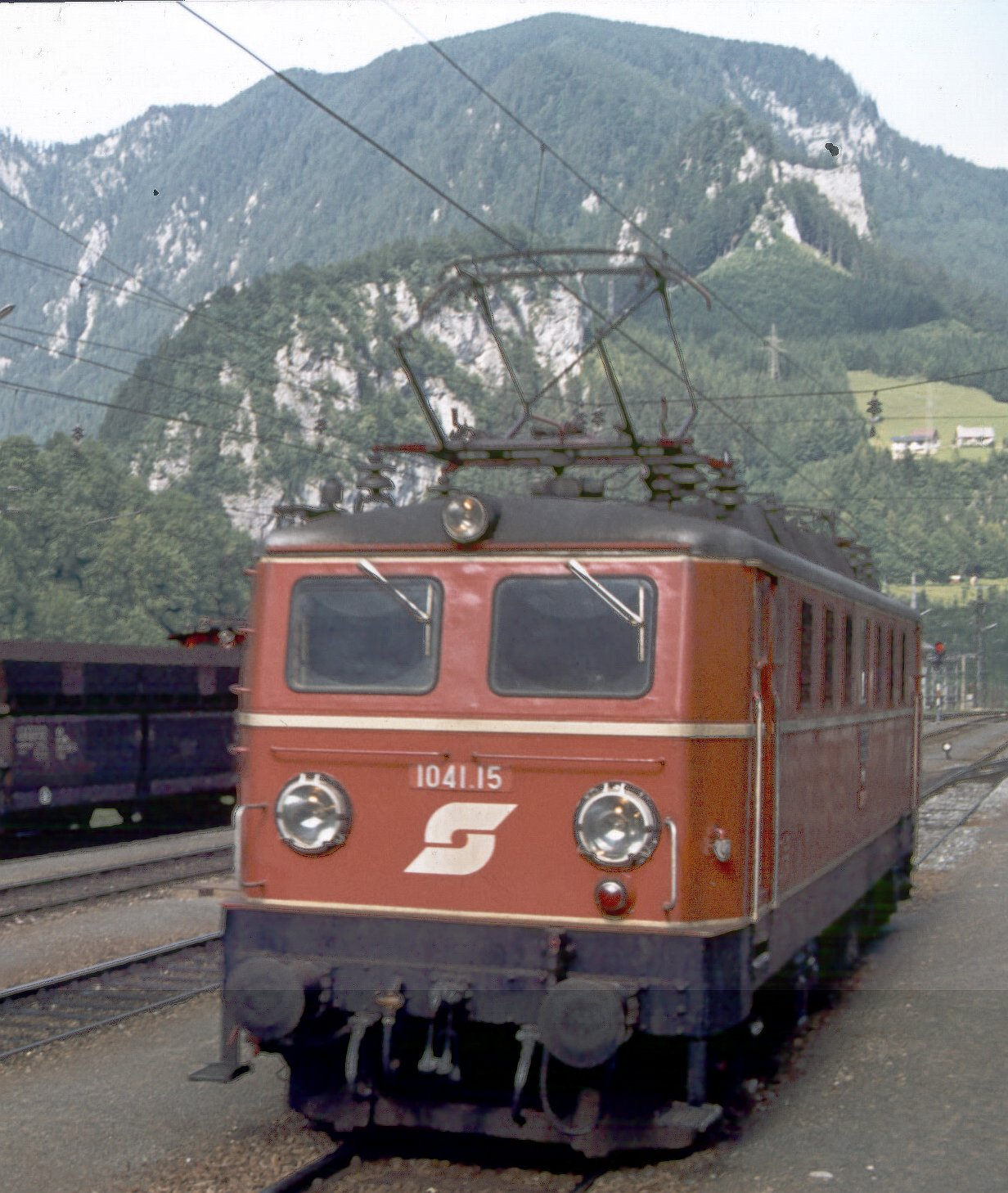
ÖBB 1041 sorozatú mozdony Jaffa-festésben, Pflatsch logóval Hieflauban, 1982 júliusában

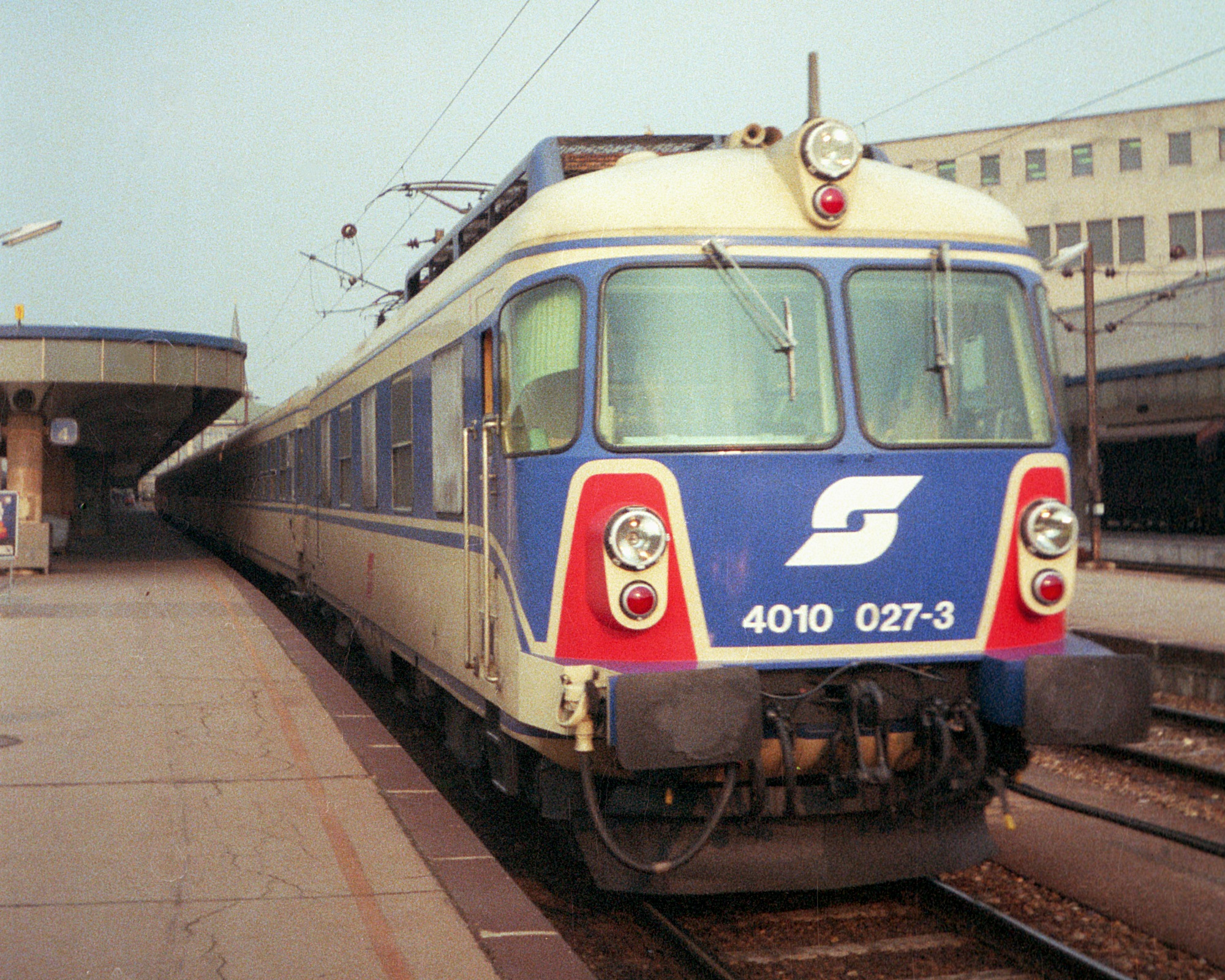
ÖBB 4010 sorozatú motorvonat eredeti fényezésében, fehér Pflatsch logóval a Westbahnhofon, 1990 májusában

### Bevezetése
Egy 1971-es pályázaton választották ki nyertesként, de csak 1974 őszétől terjedt el a használata, miután több méretet és elhelyezési módot is kipróbáltak. A hangutánzó „Pflatsch” nevet onnan kapta, hogy a szárnyaskerék után az új, nagy felületű logó úgy nézett ki, mint egy folt.

### Jaffa-festés
A Pflatsch bevezetését egy új színterv, a „Jaffa-festés” kísérte az 1970-es években, ami a mozdonyok és személykocsik vérnarancs (RAL 2002) színezését jelentette. A logó színét ehhez igazították: sötét alapon fehér, világos alapon narancssárga színben használták.
Kezdetben nem csak a mozdonyok, hanem a személykocsik is megkapták a logót. A Pflatsch a mozdonyok és motorvonatok elejére, hátuljára és oldalára, az ajtók mellé, a személykocsik oldalára, az első, vagy második ablak alá kerültek. Az 1990-es években beszerzett mozdonyok már piros alapon nagy fehér logót kaptak, az 1822 sorozatnál balra, az 1012 sorozatnál középre, az 1016/1116 sorozatnál jobbra pozicionálva.
A legelső Pflatsch logóval és Jaffa-festéssel leszállított mozdony a prototípus 1044.01 volt.

### Valousek-festés
Az 1990-es évek elején az elefántcsont-piros „Valousek-festés” elkezdte leváltani a korábbi Jaffa-festést. Ezzel együtt a Pflatsch narancssárga színét is pirosra változtatták a világos felületeken, mint a 4010 sorozat esetében.
Ahogy az ÖBB a vállalat logójának is megtette a Pflatschot, az arculatukat is megváltoztatták. Ilyen volt az állomástáblák ultramarinkék színűre cserélése, betűtípus változtatása Helveticára és egyéb piktogramok bevezetése.

### A Pflatsch vége
Mivel a Pflatsch már jól ismert volt Ausztriában, de külföldön nem, ezért az ÖBB online és szóróanyagokban elkezdett egy vegyes logótípust használni, mely a Pflatschból és a cég rövidítésének kombinációjából állt. 2001-től az új és felújított járművek már ezt az új vegyes logót kapták, azonban 2003-tól már csak az ÖBB szöveges logót használták. A szöveges logó megjelenésével ismét arculatot váltott az ÖBB, amit követően elkezdték lecserélni a régi logókat, de a mai napig lehet Pflatsch logót találni vidéki állomásokon. 2017 és 2018 között a felújításon átesett mozdonyok és ingavonatok is az új logót kapták meg, azonban néhányra a Pflatsch került vissza.

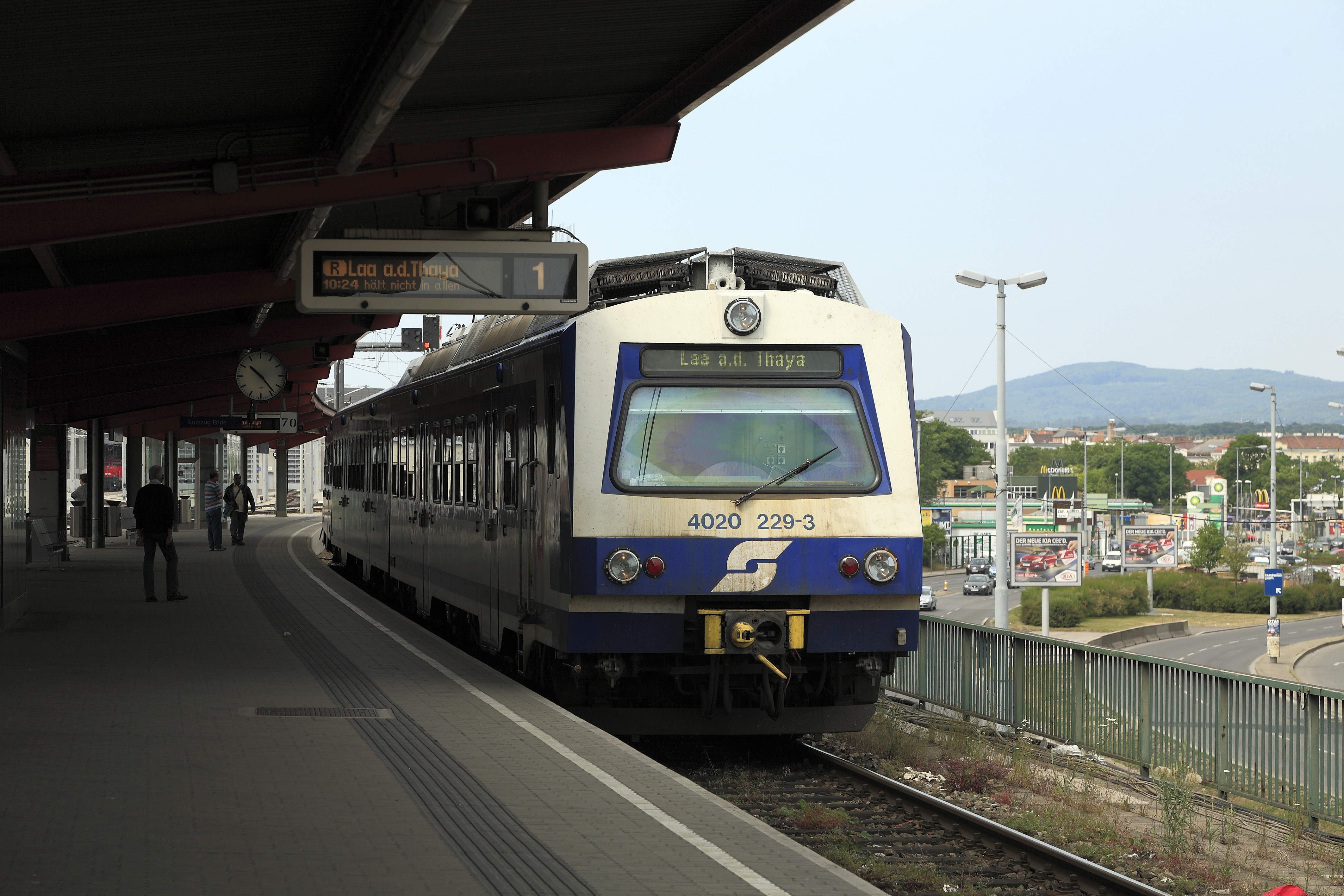
ÖBB 4020 sorozat Pflatsch logóval, 2012 májusában
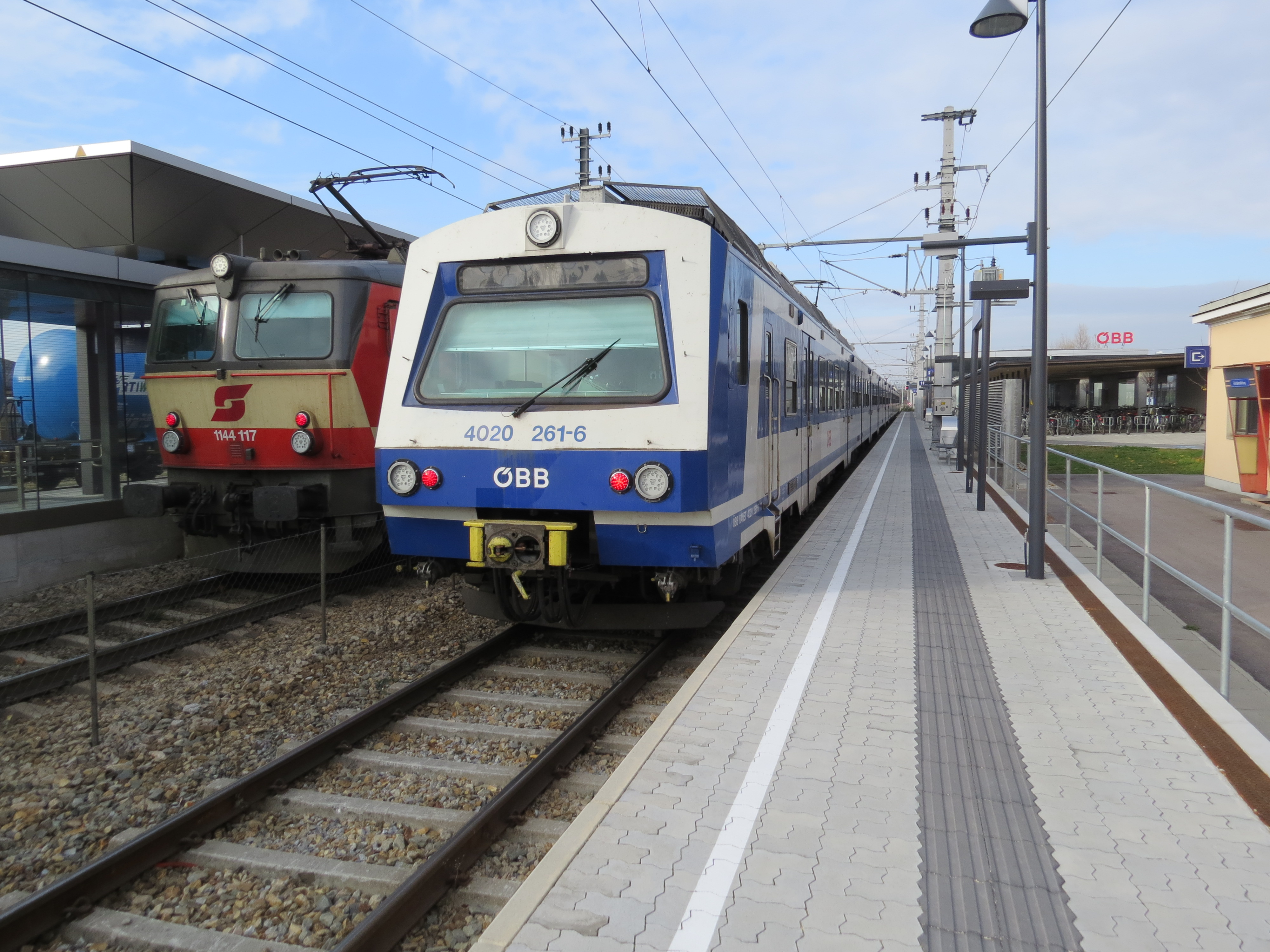
ÖBB 4020 sorozat szöveges logóval, 2017 novemberében
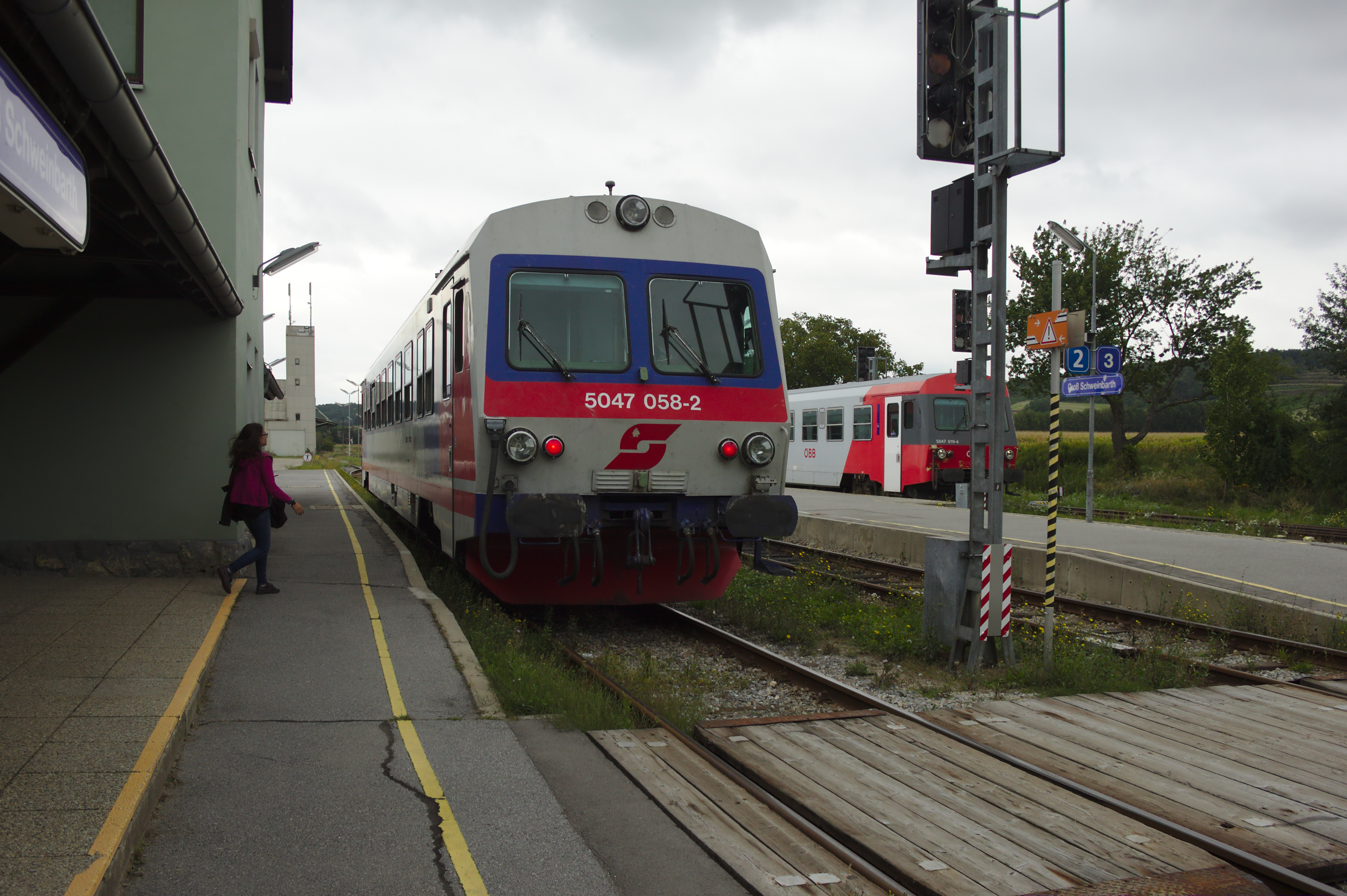
ÖBB 5047 sorozat Pflatsch logóval, 2013 szeptemberében
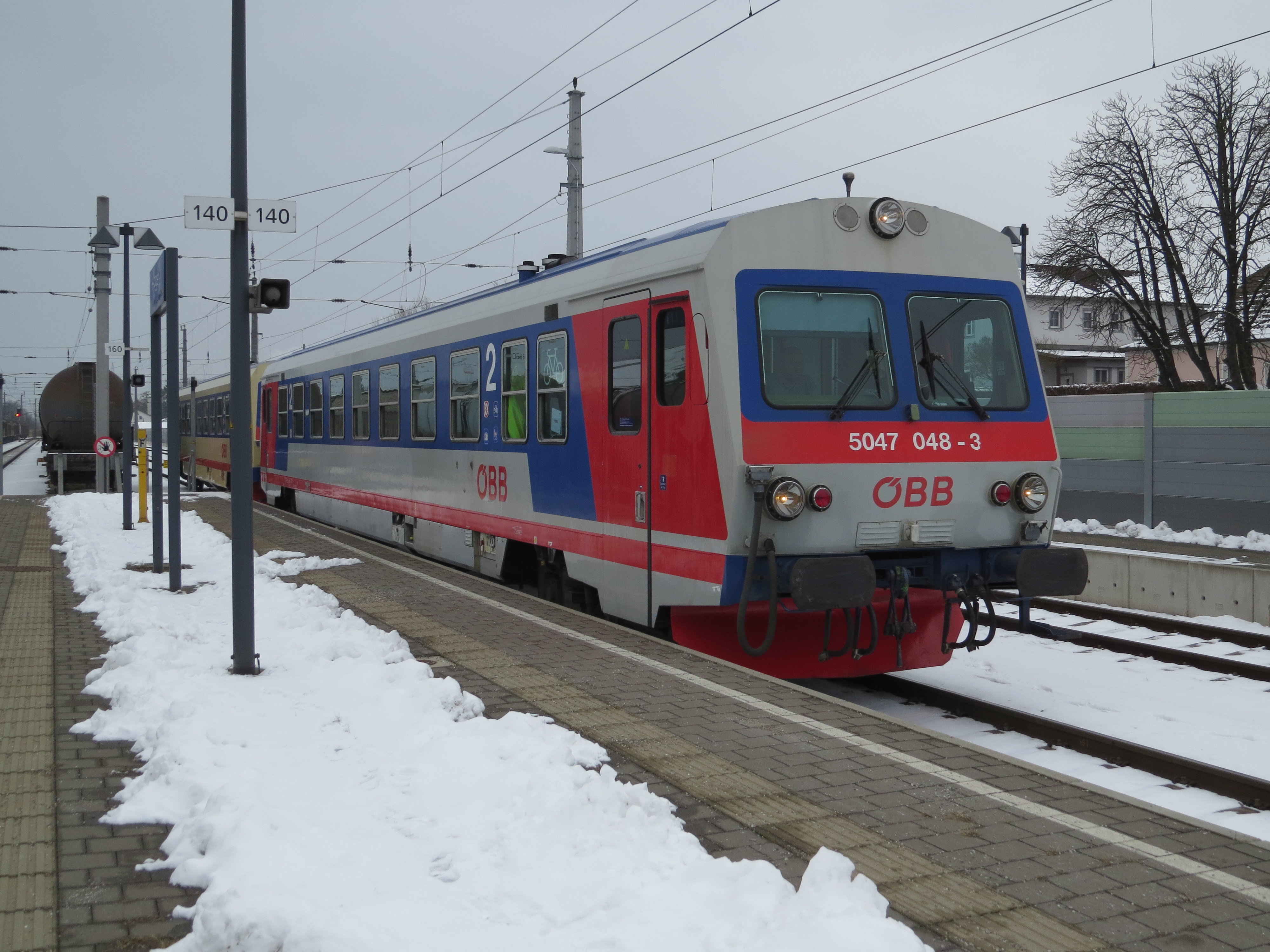
ÖBB 5047 sorozat szöveges logóval, 2018 februárjában

## Képgaléria

### Pflatsch különböző tárgyakon

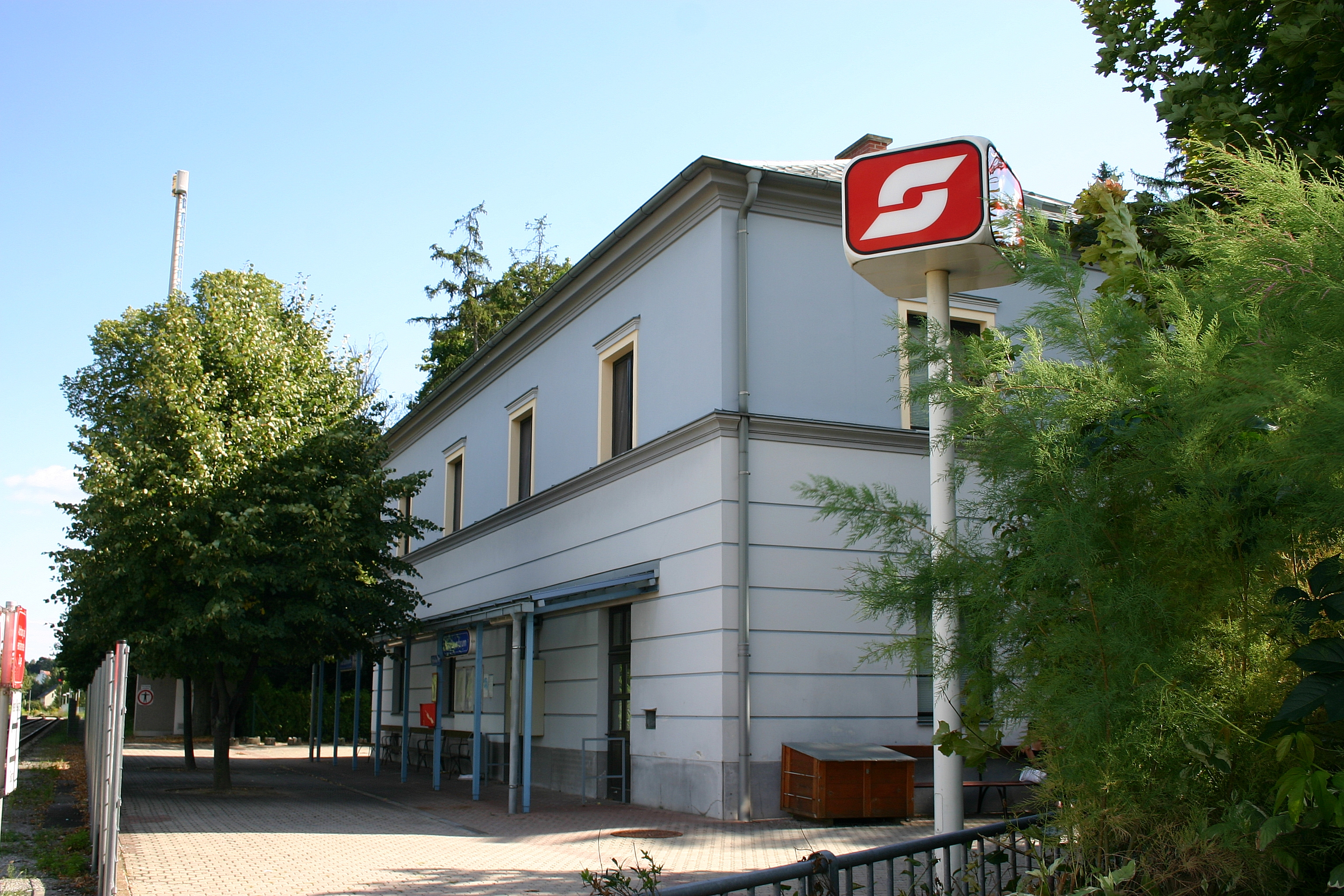
Pflatsch Savanyúkút állomásán
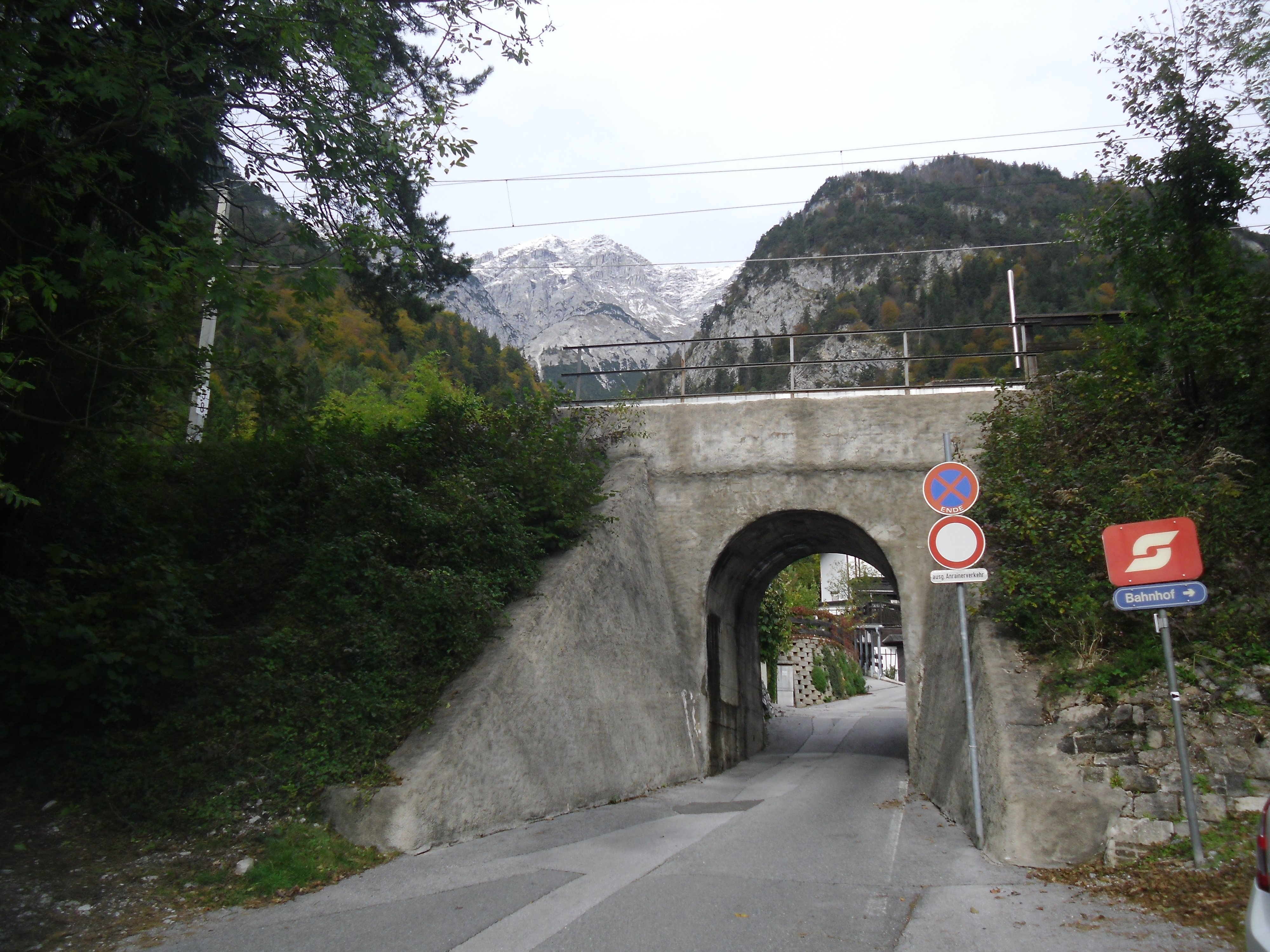
Vasúti megállót jelző tábla Kranebittenben
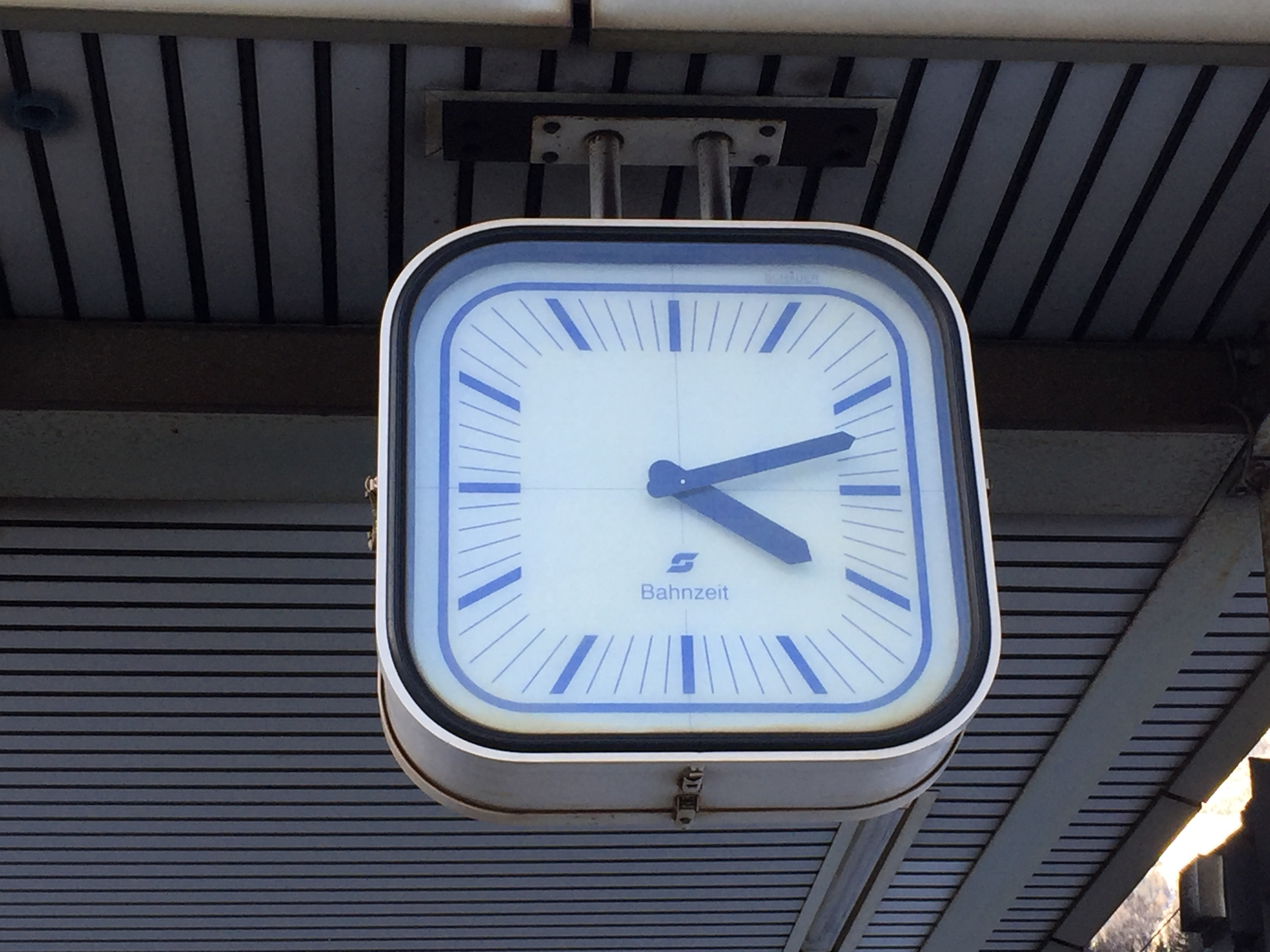
Pflatsch Werfen vasútállomás óráján
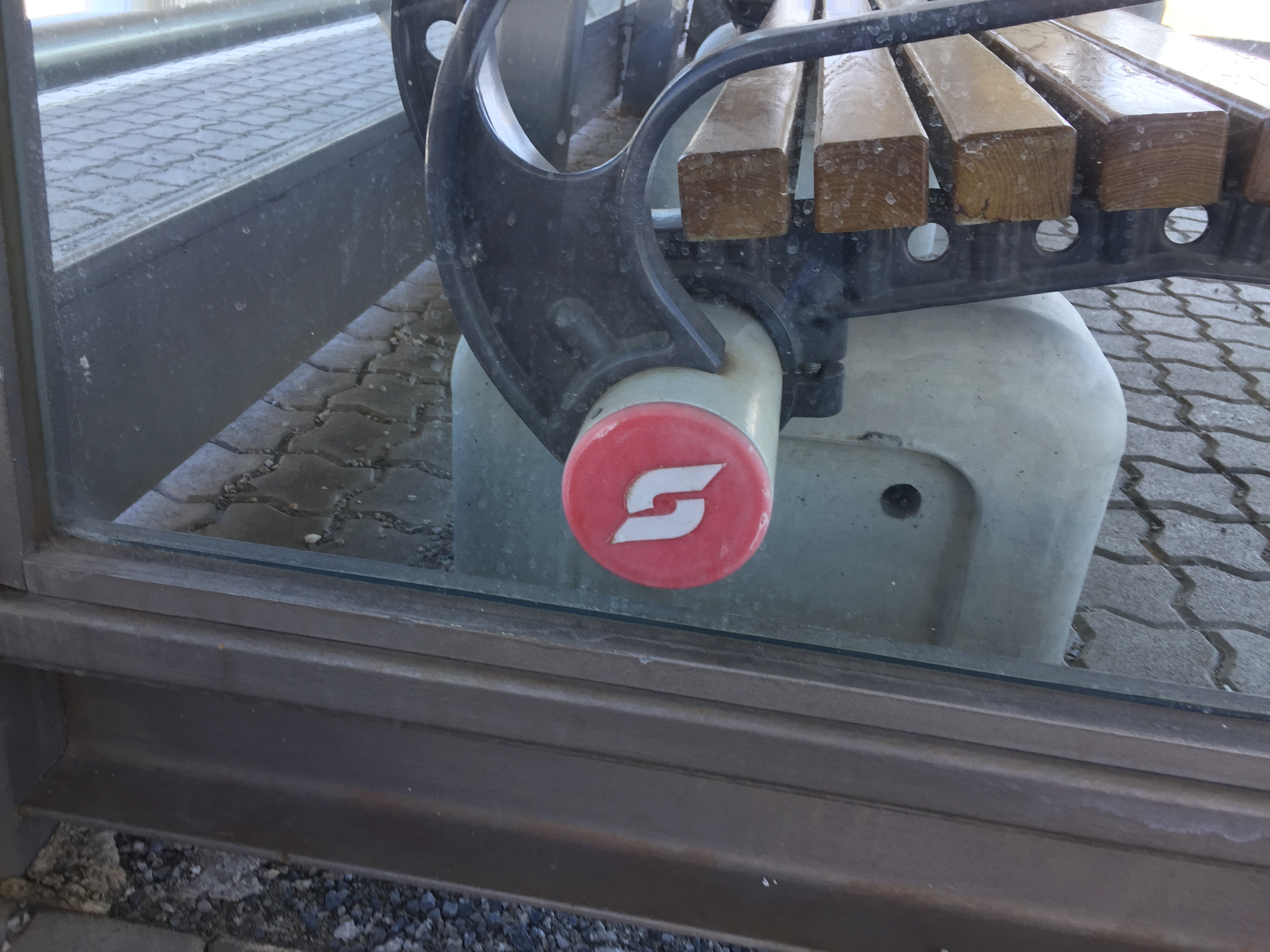
A logót még az utcabútorokon is felhasználták
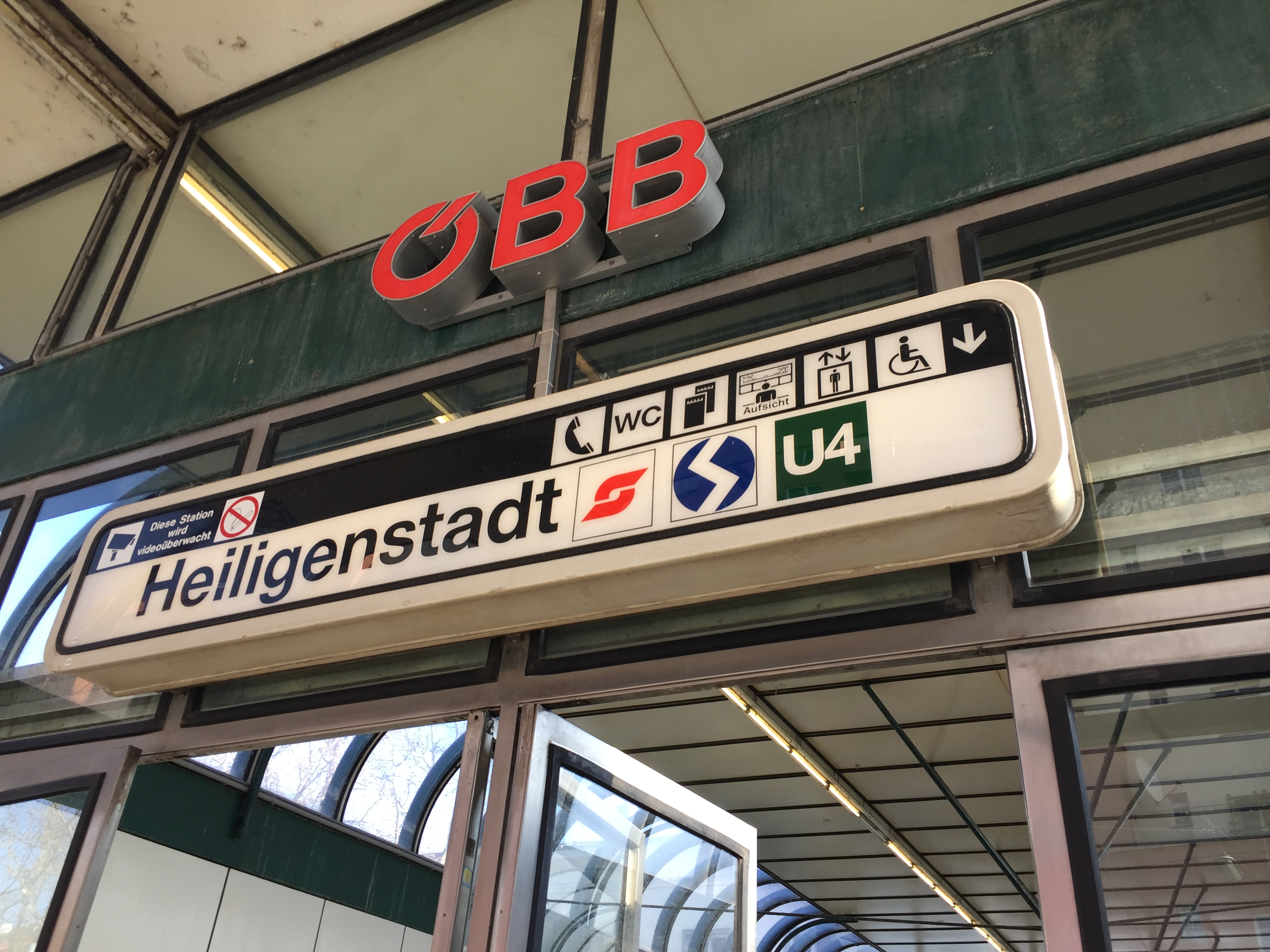
A Wiener Linien a mai napig a Pflatschot használja az utastájékoztatásban

### Pflatsch járműveken

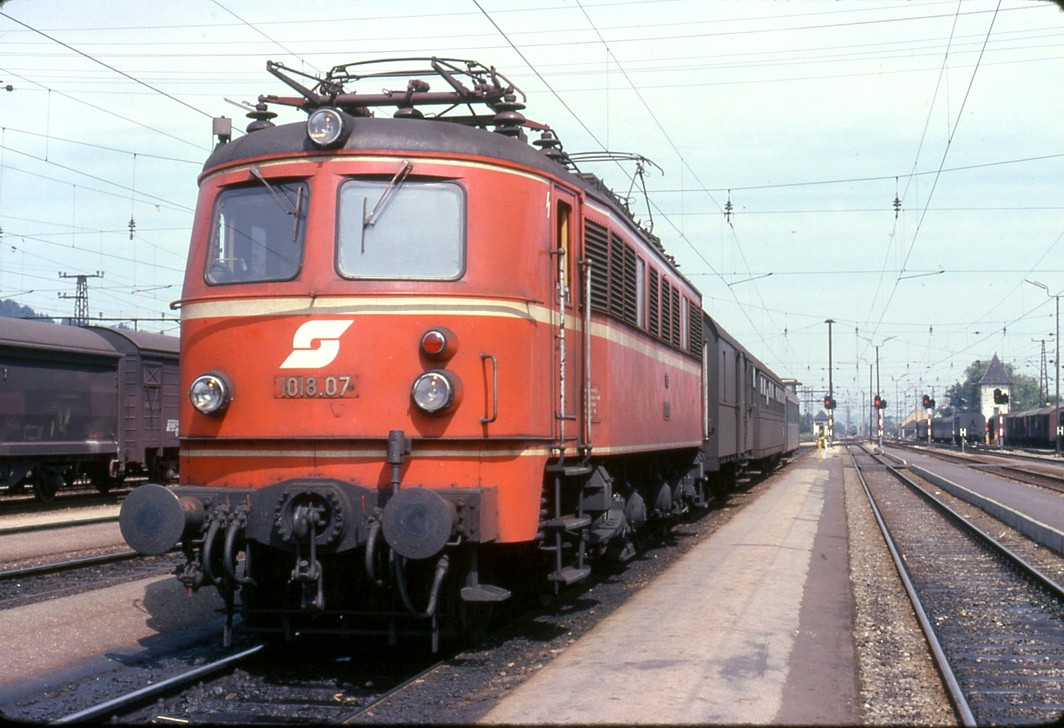
1018.07 Attnang-Puchheim állomáson, 1980 augusztusában
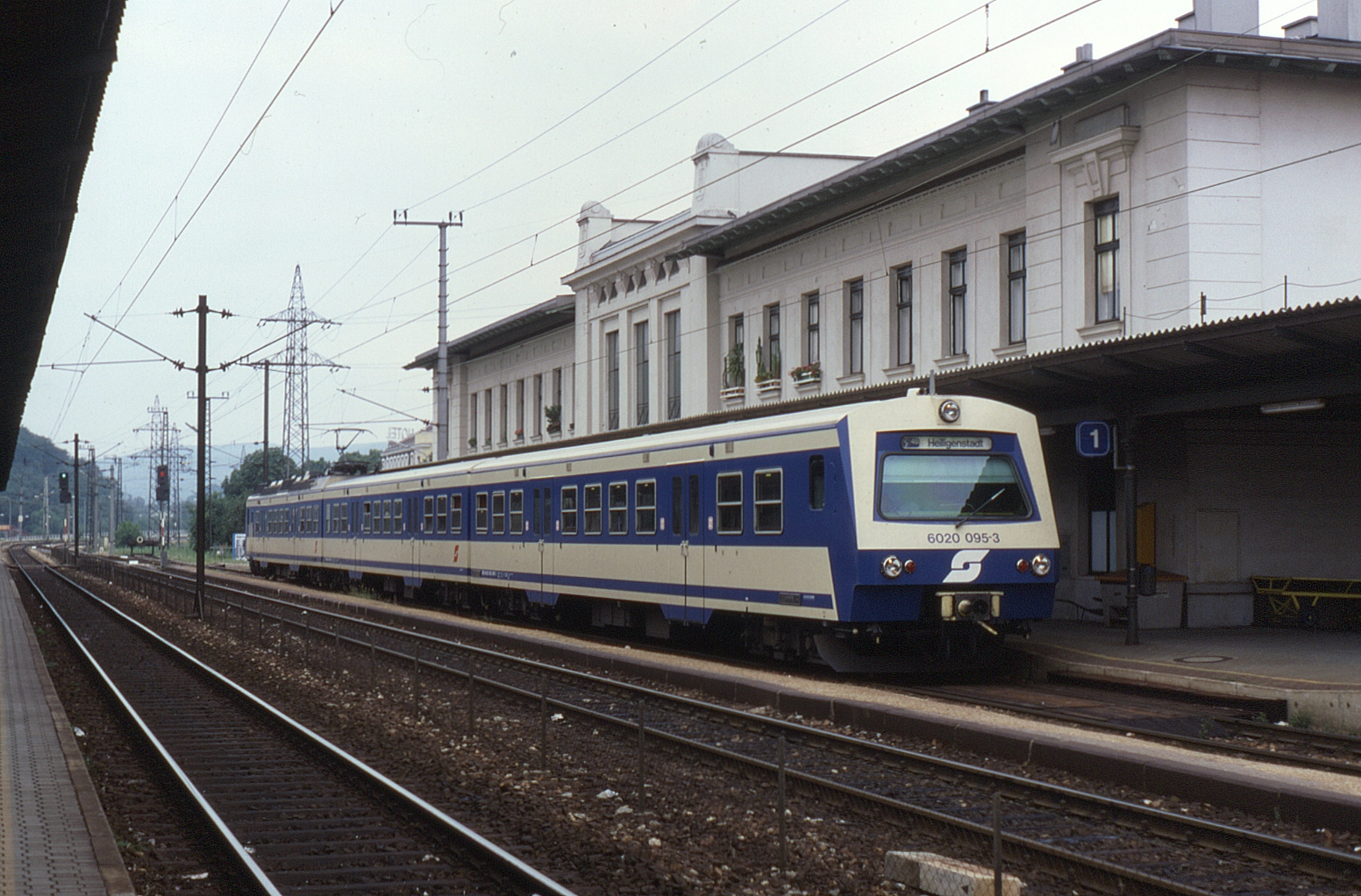
ÖBB 6020 Wien Hütteldorf állomáson, 1988 augusztusában
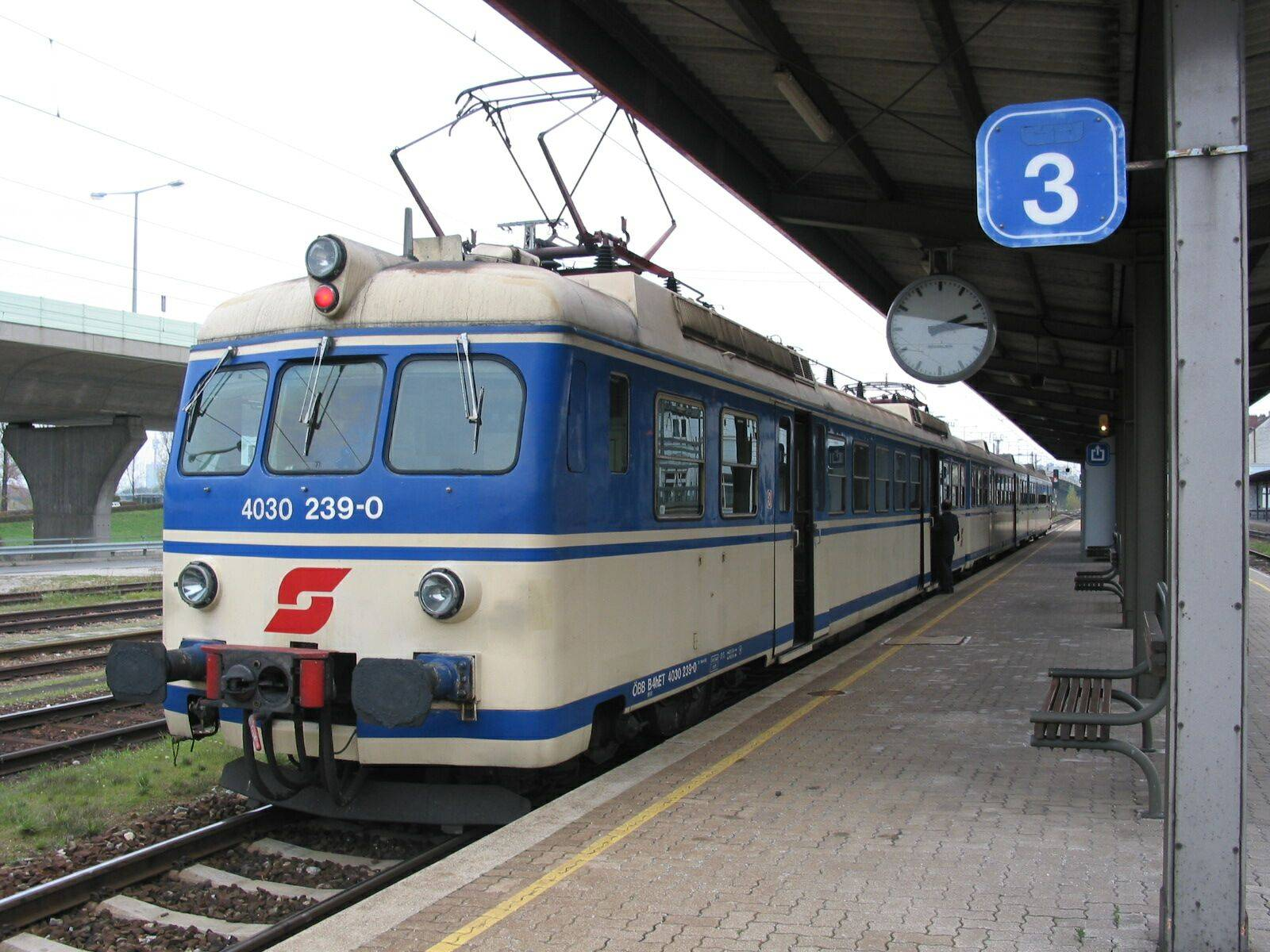
ÖBB 4030 Wien Nussdorf állomáson, 2002 novemberében
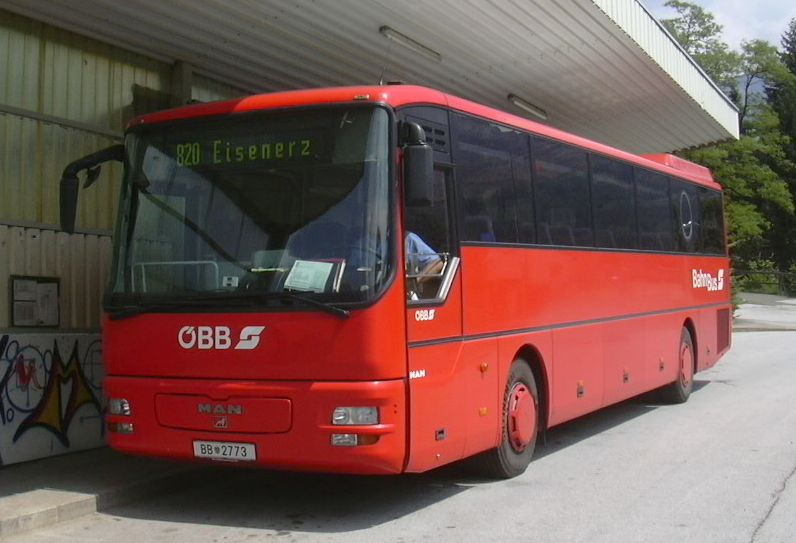
MAN ÜL 353 egy Bahnbus vonalon, 2004 augusztusában
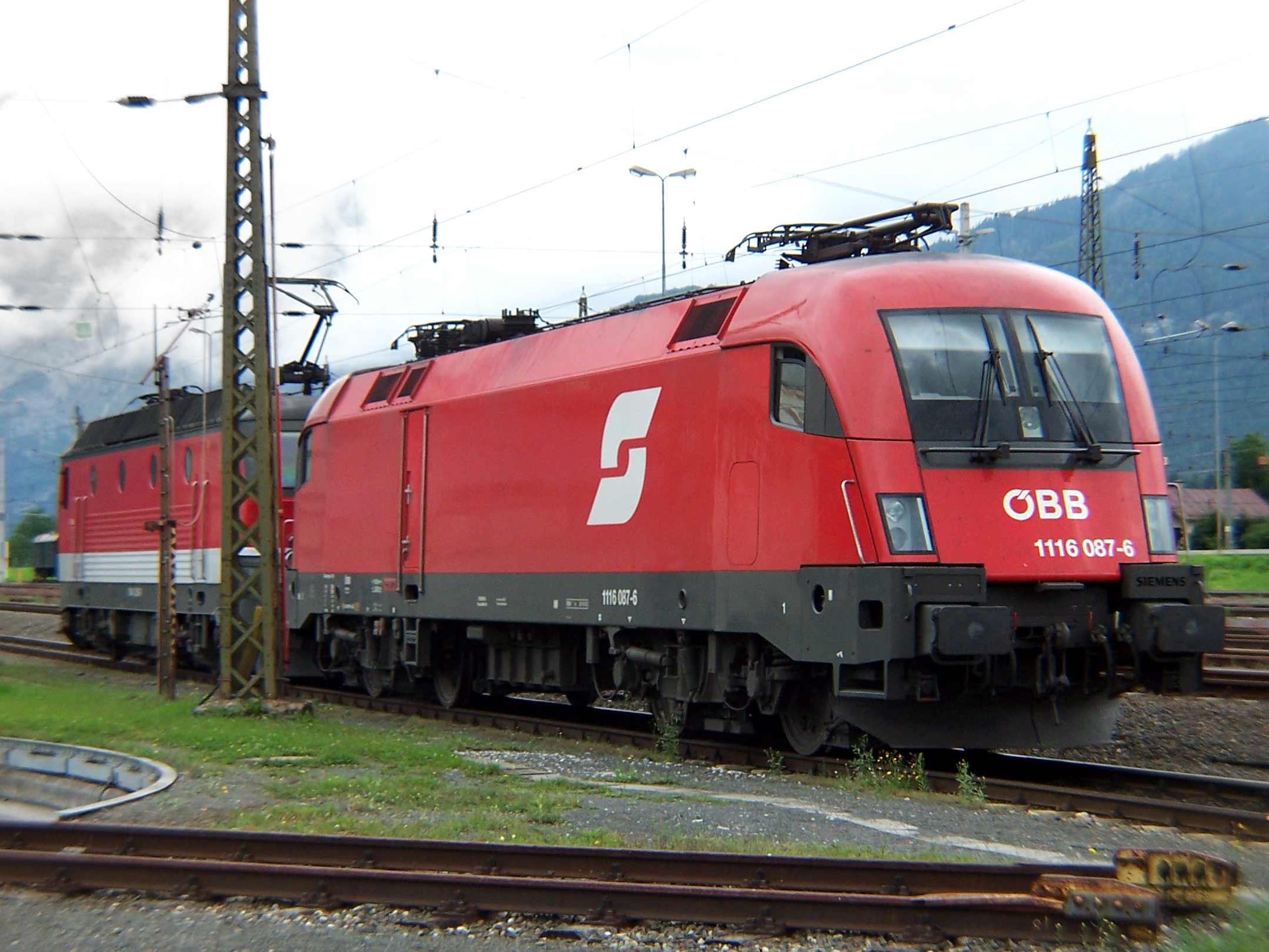
ÖBB 1116 Saalfeldenben, 2005 augusztusában
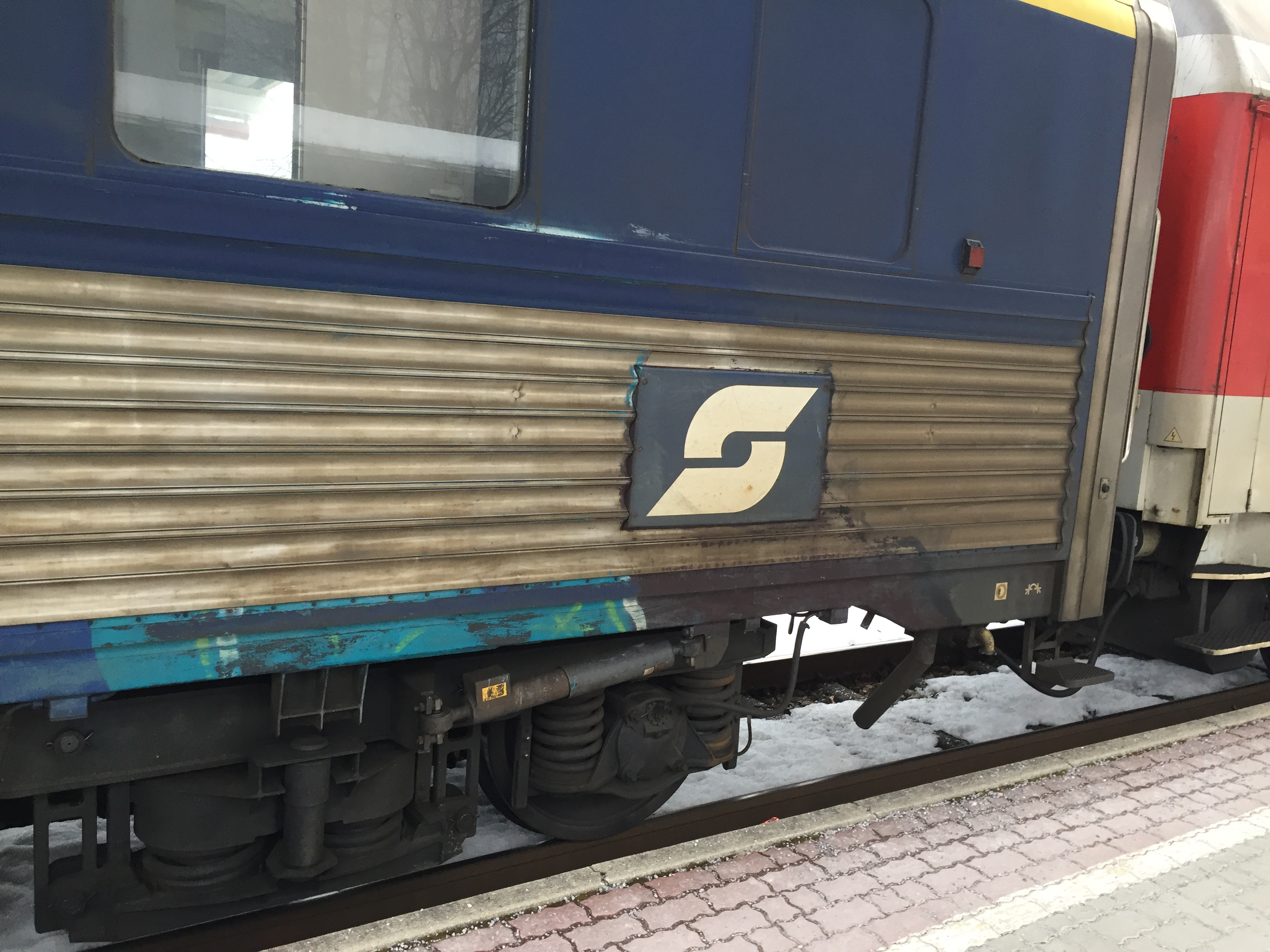
Pflatsch egy régebbi hálókocsin, Zell am See állomásán, 2019 márciusában

## Fordítás
- Ez a szócikk részben vagy egészben  a   Pflatsch című német Wikipédia-szócikk fordításán alapul.  Az eredeti cikk szerkesztőit annak laptörténete sorolja fel. Ez a jelzés csupán a megfogalmazás eredetét és a szerzői jogokat jelzi, nem szolgál a cikkben szereplő információk forrásmegjelöléseként.